# Zwerghund

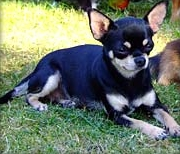
Chihuahuas zählen zu den Zwerghunden

Als Zwerghund werden auffallend kleine Formen verschiedener Hunderassen bezeichnet. Im Kennel Club sind beispielsweise 23 Zwerghunderassen anerkannt, sogenannte Toy dogs (englisch: Spielzeughunde).

## Merkmale

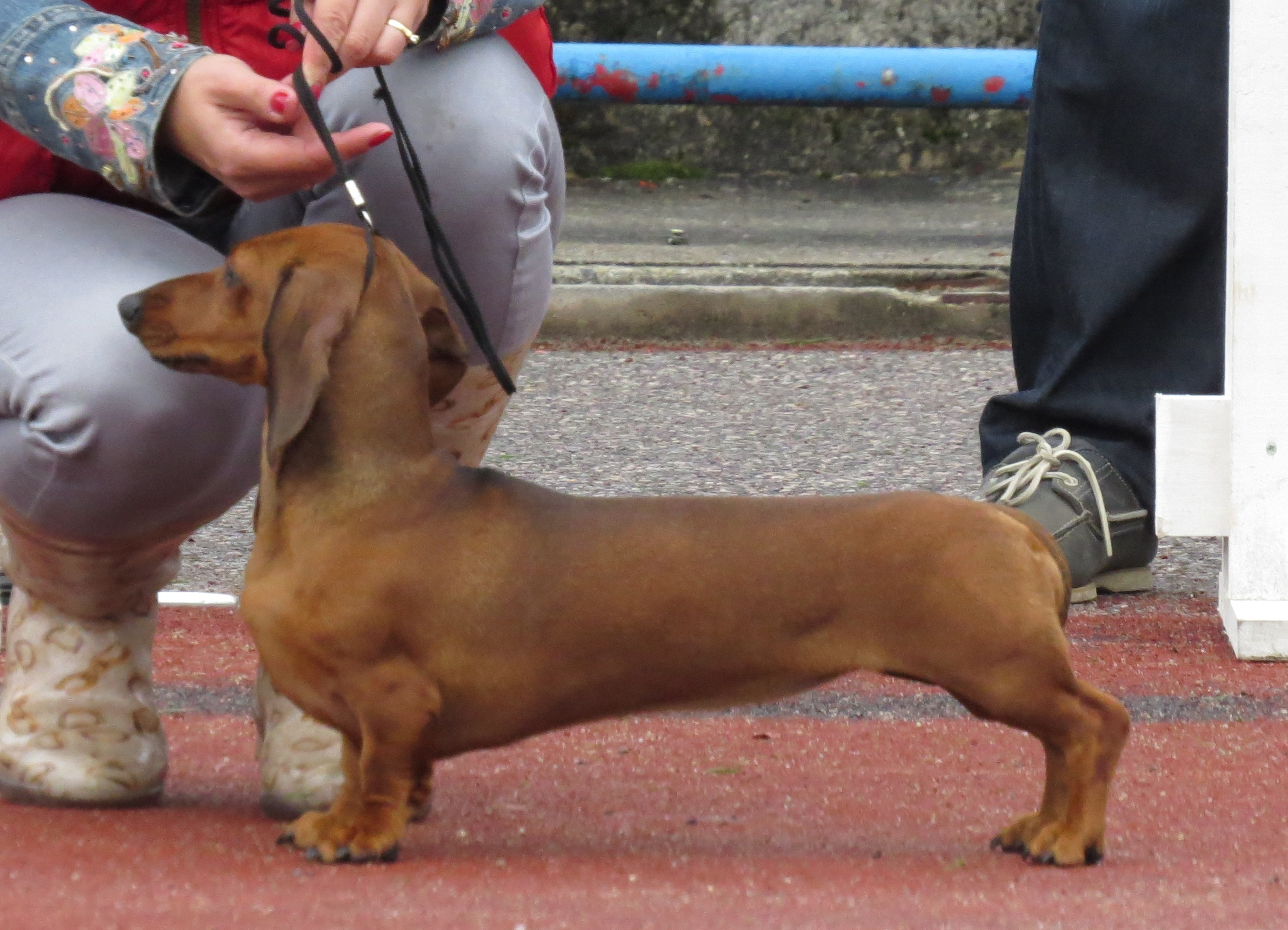
Kaninchendackel haben einen noch schmaleren Brustumfang als Zwergdackel

Zwerghunde haben Schulterhöhen von maximal 30 cm sowie ein Körpergewicht unter 5 kg, um ein „echter Zwerg“ zu sein, wie etwa die Bologneser. Andere Beispiele sind der Chihuahua, der Mops, der Pekinese. Einige Zwerghunde haben einen ebenmäßigen Körperwuchs, andere fallen durch stark verkürzte Gliedmaßen auf. Die niederläufigen Teckel, die entwicklungsgeschichtlich zu den Bracken gehören, sind Zwergbracken.  Zwergteckel werden vom FCI durch ihren kleineren Brustumfang gegenüber des Standardtyps eingestuft, nur der Kaninchendackel hat einen noch schmäleren Brustumfang.

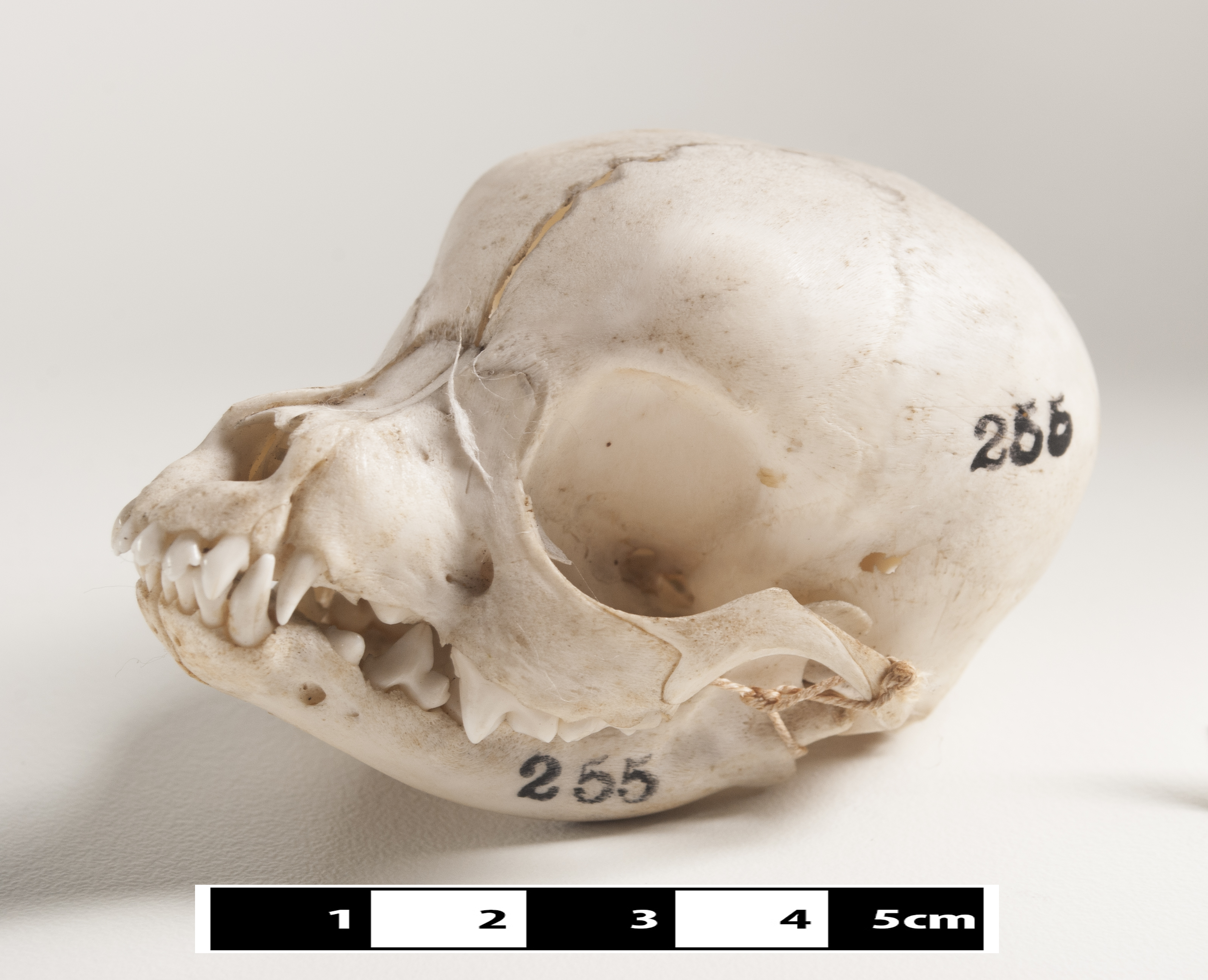
Hundeschädel mit vorgewölbter Hirnkapsel und verkürzter Schnauze

Am Beispiel des Miniatur-Bullterriers oder auch des Zwergschnauzers kann gezeigt werden, dass Zuchtversuche die Schulterhöhe unter 36 cm zu reduzieren, unweigerlich zu den typischen Merkmalen der Zwerghunde führen würden (Nanismus). Diese sind: runder Schädel, starker Stop, feine Knochen der Gliedmaßen und hervortretende Augen. Der Zoologe Berthold Klatt beobachtete zu Beginn des 20. Jahrhunderts, dass bei Zwerghunden besonders der Gesichtsschädel an Größe zurückbleibt, während Hirn- und Augenhöhlen nur wenig von denen normalgroßer Rassen abweichen, da das Gehirn bei Zwergformen nicht weiter unter eine gewisse Grenze geht, ebenso wie gewisse Sinnesorgane und deren Höhlen.
Der Biologe Dietrich Starck beschrieb ein Merkmal einiger Zwerghunde (Pekingese, Mops), auch „Mopsköpfigkeit“ genannt, die Verbreiterung, Verkürzung und Aufbiegung der Schnauze, was eine Folge der Domestikation ist. Durch die Züchtung sehr kleiner Hunde wird eine starke Veränderung ihres gesamten Schädels erzeugt, wobei sich das Gesichtsteil verkürzt und die Gehirnkapsel sich vorwölbt, und es bei den Zwerghunden zu relativ großen, kugeligen Hirnkapseln kommt. Es gibt aber auch normalwüchsige Zwerghunde ohne „Mopsköpfigkeit“, wie der Zwergpinscher, der Malteser, der Zwergpudel.
Zu Beginn des 19. Jahrhunderts fand sich in veterinärmedizinischem Schrifttum häufig die Angabe, dass Zwerghunde (insbesondere die Pekingesen) eine konstitutionelle Hydrocephalie zeigten (zuerst Hermann Dexler 1904, Max Hilzheimer 1926). Diese Vorstellung wurde 1949 von Ernst Frauchiger und Rudolf Fankhauser stark in Zweifel gezogen, nach dem sie hirnpathologisches Material umfangreich untersucht hatten. Starck führte Untersuchungen an verschiedenen Zwerghundschädeln durch und konnte 1962 diese Ansicht widerlegen. Ludwig Rütimeyer, Theophil Studer, Hilzheimer u. a. hatten schon vor 1901 versucht, die Besonderheiten des Zwerghunde-Schädels als „konstant gewordene Jugendmerkmale“ der normalwüchsigen Hundeformen zu erklären. 1913 diskutierte und kritisierte Klatt diese Ideen mit den damals verfügbaren Methoden, und 1962 kritisierte auch Starck den Verjüngungsprozess als naive Erklärung. Es konnte bewiesen werden, dass juvenile Formen der Haushundschädel nicht mit jenen der Zwerghunde vergleichbar sind und dass Kurzköpfigkeit (Brachygnathie, Mopskopf) nicht eine Folge der Verzwergung ist. Diskussionen über die ontogenetische Evolution intensivierten sich Anfang der 1930er und späten 1970er Jahren. 3D-Untersuchungen zeigen, dass die einzigartigen Merkmale der Schädel neugeborener Hunde während der gesamten postnatalen Ontogenese bestehen bleiben.

## Geschichte
Aus römischen Zeiten stammt der bislang kleinste bekannte Zwerghund (Knochen gefunden in der Colonia Ulpia Traiana bei Xanten), er hatte eine Körperhöhe von knapp 18 cm. In einem römischen Kindergrab auf dem Gräberfeld in Heidelberg-Neuenheim aus dem 1. Jh. n. Chr. wurden Überreste eines Zwerghundes gefunden, Zeichen seiner sozialen Funktion. In mittelalterlichen Städten wie Amsterdam, Dordrecht, Hannover, Lübeck und Schleswig ist das regelmäßige Auftreten von Zwerghunden mit Körperhöhen um bzw. unter 30 cm nachgewiesen.
Altägyptische Knochenfunde zeigen, dass Hunde in großer Variation von Menschen gehalten wurden, beispielsweise neben Doggen waren auch Zwerghunde beliebt und wurden bestattet.
Im späten Mittelalter besaß jede edle Frau, die etwas auf sich hielt, einen sogenannten Schoßhund. Je kleiner, desto besser waren sie geeignet, um im Schoß zu liegen, am Busen getragen und ins Bett genommen zu werden. Sehr geschätzt wurde von den Damen des frühen 16. Jahrhunderts der Zwergspaniel und im 17. Jahrhundert der Mops, während chinesische Hunde erst im 19. Jahrhundert populär wurden.
Der Kennel Club teilte im späten neunzehnten Jahrhundert 23 Zwerghunderassen in die Gruppe „toy dogs“ („Spielhunde“). Beginnend im 17. Jahrhundert kam das Thema Dame und Schoßhund in der Literatur vor, vorwiegend in der misogynen Tradition der 1680er und 1690er, was noch in den folgenden Jahrhunderten anhalten sollte. Während der gesamten ersten Hälfte des 18. Jahrhunderts konzentrierten sich Verse über die Dame und den Schoßhund auf das Thema Bett-Intimität. Elizabeth Barrett Browning schrieb 1850 eine Sonette „Flush or Faunus“, worin der Kopf eines bärtigen haarigen Fremden plötzlich auf ihrem Kopfkissen erscheint, der sich dann als ihr geliebter Spaniel namens Flush entpuppt, der eine Träne aus dem Auge der Erzählerin mit seinen Schlappohren wegwischt. Das Heraufbeschwören des Gottes Pan lässt eine sexuelle Parallele erkennen.

## Kunst und Kultur

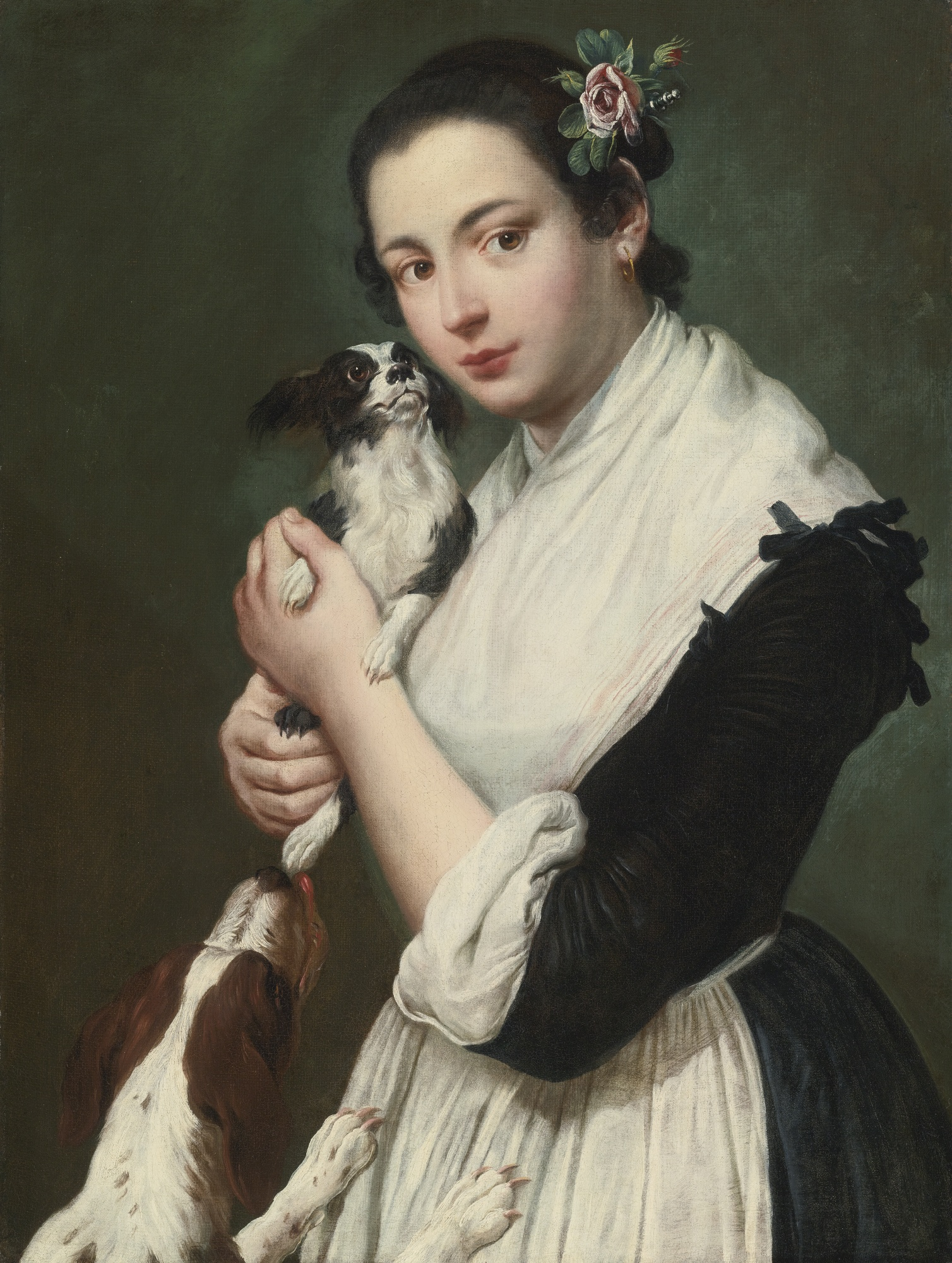
Junge Dame mit zwei Hunden (Giacomo Ceruti)

Zwerghunde sind seit dem 11. Jahrhundert in der deutschen Literatur als sogenannte „Frauenbräcklein“ verbrieft. Beispielsweise im Parzival heißt es: „då liefen frouwen bräckelin“.
Zwerghunde waren in den vergangenen Jahrhunderten beliebte Salon- und Schoßhündchen der feinen Damen, die hohe Preise für die kleinsten und doch wohlgestaltete Exemplare zahlten.
Viele Zwerghunde wurden zusammen mit ihren Eigentümern porträtiert. Sie sind auch als Skulpturen oder auf Sarkophagen. Aus dem Mittelalter stammt eine Anzahl von Zwerghunde-Abbildungen, die Maltesern ähnlich sind. Ein kleines Hündchen (wahrscheinlich Zwergspitz) ist auf einer griechischen Vase aus dem 5. Jahrhundert vor Christus dargestellt.
Stars und Sternchen lassen sich auch gegenwärtig mit ihren Mini-Hunden fotografieren. Die Fotos und Videos von Paris Hilton mit ihren Zwerghunden im Designertäschchen sorgten vor allem in sozialen Medien für Furore.

## Qualzucht
Die englische Bezeichnung Teacup-Dogs (Teetasse-Hunde) steht für Mini-Hunde, die seit ein paar Jahren eine Modeerscheinung sind, unter anderem als Miniversion eines Chihuahuas, Spitzes, Yorkshire Terriers oder Pudels. Das sind keine eigene Rassen, sondern spezielle Züchtungen, die wesentlich kleiner sind als das Original, viel weniger wiegen und selbst ausgewachsen in einen Tee-Pott passen. Die Züchter paaren die sogenannten Kümmerlinge miteinander, die schwächsten und kleinsten Tiere eines Wurfs, was zu zahlreichen Erkrankungen führt, denn nicht alle Organe oder auch das Gehirn lassen sich bei Hunden in gleichem Maße durch Zucht verkleinern.